# Euplectes
Genre
Euplectes est un genre de passereaux d'Afrique subsaharienne de la famille des Ploceidae.

## Liste des espèces
D'après la classification de référence (version 14.2, 2024) du Congrès ornithologique international (ordre phylogénique) :
- Euplectes afer (Gmelin, 1789) – Euplecte vorabé
- Euplectes diadematus Fischer & Reichenow, 1878 – Euplecte à diadème
- Euplectes gierowii Cabanis, 1880 – Euplecte de Gierow
- Euplectes nigroventris Cassin, 1848 – Euplecte de Zanzibar
- Euplectes hordeaceus (Linnaeus, 1758) – Euplecte monseigneur
- Euplectes orix (Linnaeus, 1758) – Euplecte ignicolore
- Euplectes franciscanus (Isert, 1789) – Euplecte franciscain
- Euplectes aureus (Gmelin, 1789) – Euplecte doré
- Euplectes capensis (Linnaeus, 1766) – Euplecte à croupion jaune
- Euplectes axillaris (A.Smith, 1838) – Euplecte à épaules orangées
- Euplectes macroura (Gmelin, 1789) – Euplecte à dos d'or
- Euplectes hartlaubi (Bocage, 1878) – Euplecte des marais
- Euplectes psammacromius (Reichenow, 1900) – Euplecte montagnard
- Euplectes albonotatus (Cassin, 1848) – Euplecte à épaules blanches
- Euplectes ardens (Boddaert, 1783) – Euplecte veuve-noire
- Euplectes laticauda (Lichtenstein, 1823) – Euplecte à nuque rouge
- Euplectes progne (Boddaert, 1783) – Euplecte à longue queue
- Euplectes jacksoni (Sharpe, 1891) – Euplecte de Jackson

## Systématique
Le nom valide complet (avec auteur) de ce taxon est Euplectes Swainson, 1829.
Euplectes a pour synonymes :
- Coliipasser Agassiz, 1846
- Coliupasser Finsch, 1870
- Coliuspasser Rüppell, 1840
- Euplectus Heuglin, 1862
- Hyperanthus Gistl, 1848
- Taha Reichenbach, 1863